# Gustav von Festenberg

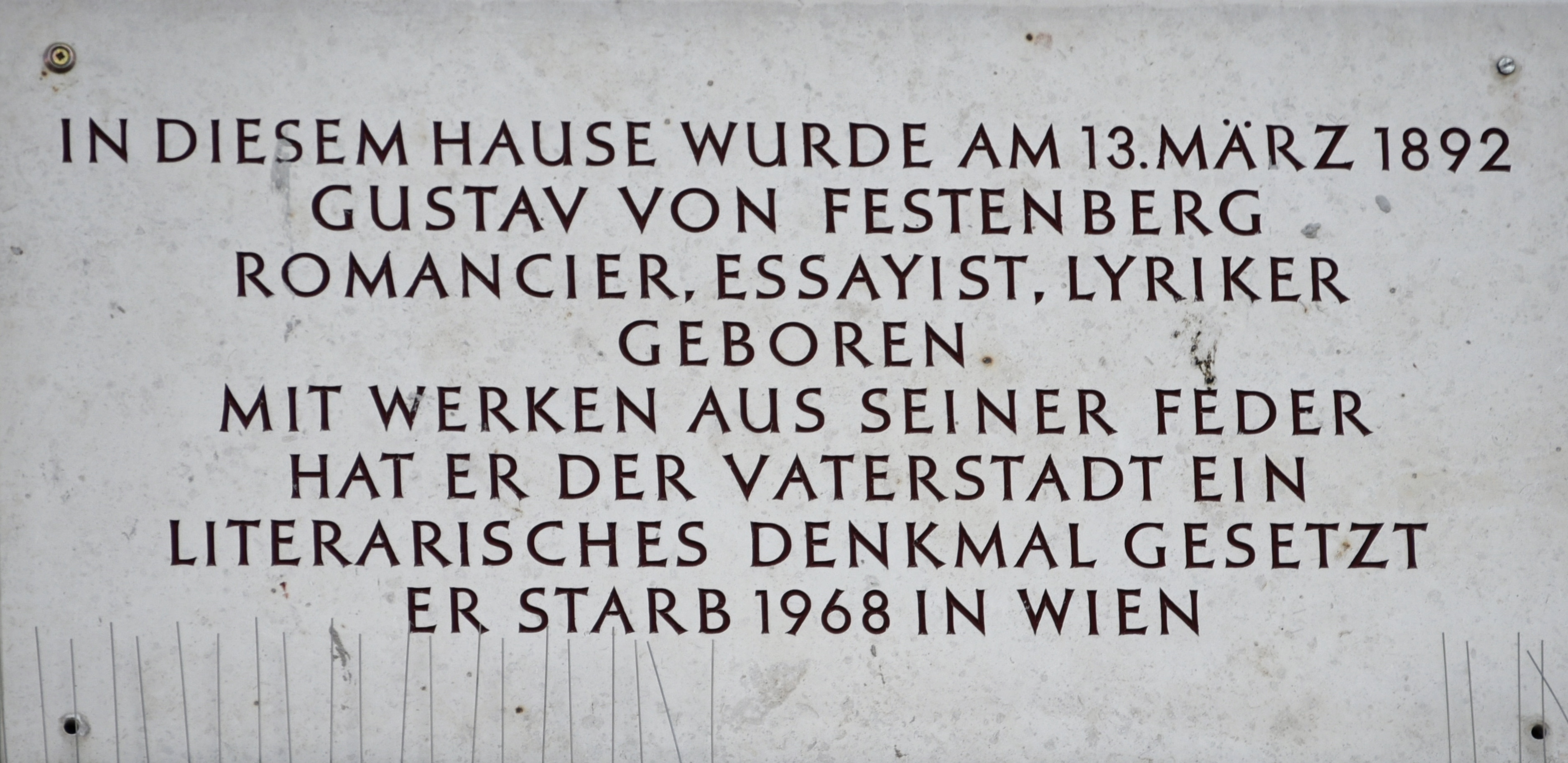
Gedenktafel an Festenbergs Geburtshaus

Gustav von Festenberg-Pakisch (Pseudonym Gustav von Festenberg) (* 13. März 1892 in Wiener Neustadt, Niederösterreich; † 3. August 1968 in Wien) war ein österreichischer Romancier, Essayist und Lyriker.

## Leben
Festenberg-Pakisch entstammt einer schlesischen Adelsfamilie. In Wien studierte er Rechtswissenschaften. Im Jahre 1916 trat er in den Staatsdienst bei der oberösterreichischen Landesregierung ein. Von 1939 bis 1941 war er im Bundeskanzleramt sowie im Unterrichtsministerium tätig. Anschließend wechselte er nach München und wurde Oberregierungsrat im Regierungspräsidium Oberbayern. 1941 ging er in den Ruhestand und wurde Schriftsteller.

## Anerkennungen
- Gustav-Festenberg-Gasse in Eferding
- Gustav-Festenberg-Gasse in Wiener Neustadt

## Publikationen
- Das Buch vom Tanz. Hyperionverlag, München 1920.
- Der Zauberer. Roman, Wien: Gallus-Verlag, Zürich, Scientia-Verlag, 1947.
- Dosi. Eine Erzählung. Liechtenstein Verlag, Vaduz 1951.
- Dosi, liebe Grossmama. Roman einer glücklichen Kindheit. Lizenz des Berglandverlags, Österr. Buchgemeinschaft, Wien 1954.
- Zirkus. Eine Novelle. Neue Dichtung aus Österreich – Band 17, Bergland Verlag, Wien 1956.
- Wiedersehen in Paris. Novelle, Die Linzer Bücherei – Band 2, Kulturamt Linz, Linz 1958.
- Ein Tag wie alle. Roman, Zsolnay Verlag, Wien 1963.